# Friday Night with Jonathan Ross
Friday Night with Jonathan Ross era un programma televisivo britannico di genere talk show, andato in onda nel Regno Unito ogni venerdì sera dal 2 novembre 2001 al 16 luglio 2010.
Era condotto da Jonathan Ross e andò in onda per la prima volta su BBC One il 2 novembre 2001. L'ultima serie della trasmissione iniziò nel gennaio 2010 e si concluse il 16 luglio dello stesso anno, con il 275º episodio.
Tra gli ospiti più assidui del programma figurano Ricky Gervais e Jack Dee (8 puntate ciascuno), Eddie Izzard (7), Jeremy Clarkson e Jimmy Carr (6). Johnny Vegas, David Attenborough, Stephen Fry, Damon Albarn e Simon Pegg hanno partecipato a 5 puntate e Robbie Williams a 4 puntate.
Dal 2009 sino alla sua chiusura il programma fu trasmesso in HD su BBC HD. Il The London Studios fu modernizzato per l'occasione, divenendo il terzo studio televisivo britannico a supportare l'HD.
Il 12 giugno 2009 andò in onda per la prima volta negli Stati Uniti d'America su BBC America alle 20 EST. Nel 2010 iniziò ad andare in onda anche in Australia e Nuova Zelanda.
Nel giugno 2010 fu annunciato il passaggio di Ross a ITV e fu lanciata una nuova trasmissione, The Jonathan Ross Show, che iniziò ad andare in onda ogni sabato dal settembre 2011.